# Marrocos Tennis Tour – Rabat
O Marrocos Tennis Tour – Rabat é uma competição de tênis masculino, de nível ATP Challenger Tour, sediado em piso de saibro, em Rabat, Marrocos.

## Edições

### Simples
| Ano  | Campeão               | Vice-Campeão             | Placar   |
| ---- | --------------------- | ------------------------ | -------- |
| 2012 | Martin Kližan         | Filippo Volandri         | 6–2, 6–3 |
| 2011 | Ivo Minář             | Peter Luczak             | 7–5, 6–3 |
| 2010 | Rubén Ramírez Hidalgo | Marcel Granollers        | 6–4, 6–4 |
| 2009 | Laurent Recouderc     | Santiago Ventura         | 6–0, 6–2 |
| 2008 | Thomaz Bellucci       | Martín Vassallo Argüello | 6–2, 6–2 |
| 2007 | Stefano Galvani       | Olivier Patience         | 6–1, 6–1 |

### Duplas
| Ano  | Campeões                                 | Vice-Campeões                         | Placar                      |
| ---- | ---------------------------------------- | ------------------------------------- | --------------------------- |
| 2012 | Iñigo Cervantes Huegun Federico Delbonis | Martin Kližan Stéphane Robert         | 6–7(3–7), 6–1, [10–5]       |
| 2011 | Alessio di Mauro Simone Vagnozzi         | Evgeny Korolev Yuri Schukin           | 6–4, 6–4                    |
| 2010 | Ilija Bozoljac Daniele Bracciali         | Oleksandr Dolgopolov Jr. Dmitri Sitak | 6–4, 6–4                    |
| 2009 | Rubén Ramírez Hidalgo Santiago Ventura   | Michael Kohlmann Philipp Marx         | 6–4, 7–6(7-5)               |
| 2008 | Guillermo García-López Mariano Hood      | Marc Fornell Caio Zampieri            | 6–3, 6–2                    |
| 2007 | Yuri Schukin Orest Tereshchuk            | Peter Luczak Boris Pašanski           | 6–7(8–10), 7–6(7–4), [10–3] |